# لس براون
ليزلي كالفين «لس» براون (ولد في 17 فبراير 1945) هو محاضر تحفيزي، كاتب، راديو دي جي، مضيف تلفزيون سابق، وسياسي سابق. كسياسي، كان عضوا سابقا في مجلس نواب أوهايو. كمحاضر تحفيزي، استعمل جملة «إنه ممكن!» وعلم الناس اتباع أحلامهم كما تعلم هو. كان مضيف برنامج ذا لس براون شو.

## بيوغرافيا

### النشأة
ولد براون مع أخويه، ويزلي، في بناية مهجورة في قطاع ذو دخل منخفض في ميامي، فلوريدا. وبالتالي تم إعطائه للتبني، وتم تبنيه من طرف مامي براون، امرأة وحيدة عمرها 38 عاما كان تعمل كصاحبة كافتيريا ومساعدة منزلية. تم تأكيد أنه «متخلف عقليا قابل للتعلم» عندما كان في المدرسة الابتدائية. بالرغم من قضايا احترام الذات التي صنعها، تعلم كيف يصل لأعلى جهده مع تشجيع أمه ومساعدة أستاذ مساعد في الثانوية، نفطة مفتاحية في الكثير من خطاباته التحفيزية التي أعطى الآن.

### الحياة الشخصية
تزوج براون غلاديس نايت عام 1995; تطلقا عام 1997.

## روابط خارجية
- لس براون على موقع IMDb (الإنجليزية)
- لس براون على موقع ديسكوغز (الإنجليزية)

- لس براون على قاعدة بيانات الأفلام على الإنترنت.